# Fungicida
La parola anticrittogamico deriva da crittogame, e intende specificare un elemento o un composto la cui azione è finalizzata nell'eliminare completamente forme di vita appartenenti a questo gruppo. Rappresenta la classe di prodotti fitosanitari comunemente definita come fungicida, in quanto usati contro i funghi parassiti delle piante. I prodotti usati in medicina e veterinaria per curare le micosi nell'uomo e negli animali appartengono invece alla categoria dei farmaci e sono chiamati antimicotici.

## Fungicidi inorganici
Sono due i più importanti anticrittogamici inorganici più diffusi: lo zolfo e i sali di rame.
- Lo zolfo è il fungicida utilizzato sin dai tempi di Omero.[1] Gli zolfi reperibili sul mercato sono estremamente puri (99.5-100%) in quanto devono essere esenti da selenio, elemento che risulta dannoso per l'uomo e gli animali. Il potere fungicida dello zolfo è funzione della temperatura, della finezza delle particelle e dell'umidità relativa. L'azione fungicida inizia sui 10-12 °C con gli zolfi più fini e sui 18-20 °C con quelli più grossolani ed aumenta progressivamente sino ai 40 °C. L'azione diminuisce con l'aumentare dell'umidità. È da tenere presente che gli zolfi ad alte temperature diventano fitotossici, per cui in piena estate i trattamenti devono essere effettuati nelle prime ore del mattino.
- Il rame entra nei formulati fungicidi sotto forma di ossicloruro (3CuO·CuCl2·3H2O), solfato (CuSO4·5H2O), idrossido (Cu(OH)2). L'uso continuativo del rame ha determinato un notevole incremento dei suoi livelli nel terreno, per cui ha creato problemi ambientali di tipo ecotossicologico.

## Fungicidi organici
In questo gruppo si possono distinguere i seguenti anticrittogamici.
- I ditiocarbammati, comparsi nel 1948 con il principio attivo zineb, segnano l'inizio dell'utilizzazione di composti organici di sintesi nella lotta alle crittogame. A questo principio attivo seguirono altri composti derivati dell'acido ditiocarbammico che vengono suddivisi chimicamente in due gruppi: gli etilenbisditiocarbammati ed i dialchilditiocarbammati. Questi composti non sono sistemici e agiscono per contatto. Tra i prodotti di degradazione di questi principi attivi è presente l'etilentiourea, molecola potenzialmente cancerogena.
- I benzimidazoli, fungicidi sistemici che penetrano attraverso la cuticola, traslocando all'interno della pianta. Benomyl e tiofanato metile, sono due principi attivi appartenenti a questo gruppo, ma per espletare la loro azione biocida devono trasformarsi in carbendazim.
- Le dicarbossimidi, clozolinate, procimidone, iprodione e vinclozolin, di cui i primi due sono con comportamento sistemico, mentre gli altri prevalentemente di contatto. Sono stati i fungicidi più utilizzati negli anni ottanta poi gradualmente abbandonati per l'insorgenza di fenomeni di resistenza da parte dei funghi che dovevano combattere.
- I triazoli, di cui fanno parte numerosissimi principi attivi utilizzati anche in medicina, sono sistemici ed esplicano il loro effetto inibendo la biosintesi dell'ergosterolo, lo sterolo tipicamente sintetizzato dai funghi. L'enzima specificamente inibito da questa classe di composti, la 14αdemetilasi, esiste in tutti gli organismi viventi che sintetizzano steroli (animali e piante oltre ai funghi), ma i triazoli antifungini sono molto più affini con la forma presente nei funghi. Questa diversa affinità è alla base della specificità del meccanismo d'azione di queste molecole.
- Le anilinopirimidine, sintetizzate agli inizi degli anni novanta con i principi attivi ciprodinil, mepanipirim e pirimetanil, tutti con comportamento sistemico. Operano sulla biosintesi degli amminoacidi e su specifici enzimi cellulari; per tale motivo risultano poco tossici per l'uomo.
- Le strobilurine, derivanti dal prodotto naturale strobilurina, anch'esse poco tossiche per i mammiferi.